# سكوت سيدني
سكوت سيدني (بالإنجليزية: Scott Sidney)‏ هو كاتب سيناريو ومخرج وممثل أمريكي، ولد في 1872 بلندن في المملكة المتحدة، وتوفي بنفس المكان في 20 يوليو 1928 بسبب نوبة قلبية.

## وصلات خارجية
- سكوت سيدني على موقع IMDb (الإنجليزية)
- سكوت سيدني على موقع ألو سيني (الفرنسية)
- سكوت سيدني على موقع أول موفي (الإنجليزية)
- سكوت سيدني على موقع قاعدة بيانات الأفلام السويدية (السويدية)
- سكوت سيدني على موقع قاعدة بيانات الفيلم (الإنجليزية)
- سكوت سيدني على موقع كينوبويسك (الروسية)